# Тамар-Уткуль
Тама́р-Утку́ль (рос. Тамар-Уткуль) — село у складі Соль-Ілецького міського округу Оренбурзької області, Росія.

## Населення
Населення — 978 осіб (2010; 1060 у 2002).
Національний склад (станом на 2002 рік):
- казахи — 70 %